# Invasion - Il giorno delle locuste
Invasion - Il giorno delle locuste (Locusts: Day of Destruction) è un film per la televisione del 2005 diretto da David Jackson. 

## Trama
Quando si abbatte un micidiale, attacco di locuste, create geneticamente in laboratorio e particolarmente aggressive.